# Международный день миротворцев Организации Объединённых Наций
Междунаро́дный день миротво́рцев Организа́ции Объединённых На́ций (на других официальных языках ООН: англ. International Day of United Nations Peacekeepers, араб. اليوم الدولي لحفظة السلام, ‎исп. Día Internacional del Personal de la Paz de las Naciones Unidas, кит. 联合国维持和平人员国际日, фр. Journée internationale des Casques bleus des Nations unies
)  — отмечается ежегодно 29 мая начиная с 2003 года.
В этот день в 1948 году первая миротворческая миссия Организации Объединенных Наций, названная «Орган Организации Объединенных Наций по наблюдению за выполнением условий перемирия», или ОНВУП, начала операции в Палестине.
Этот Международный день был учреждён Генеральной Ассамблеей ООН в 2002 году в резолюции A/RES/57/129. Предложение об утверждении этого дня к руководству ООН прозвучало в докладе «Специального комитета по операциям по поддержанию мира» ООН (резолюция A/56/863). В состав комитета входило более ста стран. В резолюции A/RES/57/129 Генеральной Ассамблее предложено государствам — членам ООН, неправительственным организациям и отдельным гражданам отмечать этот день как дань памяти погибшим, как знак уважения к служившим и продолжающим служить людям в составе операций ООН по поддержанию мира.
В резолюции отмечено, что Вооружённые силы ООН по поддержанию мира были удостоены Нобелевской премии мира за 1988 год.
В этот день в Центральных учреждениях ООН в Нью-Йорке Генеральный секретарь проводит церемонию возложения венков в память миротворцев, погибших при исполнении обязанностей под флагом ООН. Кроме того, в этот день проходит церемония посмертного награждения медалью Дага Хаммаршельда миротворцев, погибших в предыдущем году при исполнении служебных обязанностей.
Регулярно публикуются послания Генерального секретаря ООН по случаю Международного дня миротворцев. В послании 2006 года, в частности, сказано, что 

В 2005 году погибло больше миротворцев Организации Объединенных Наций, чем в любой другой год истекшего десятилетия: в результате насилия, болезней и несчастных случаев погибли 124 миротворца из 46 стран. С начала 2006 года при исполнении служебных обязанностей погибли еще 32 человека, включая 8 гватемальских солдат, которые погибли при выполнении задачи установления мира в неспокойном восточном районе Демократической Республики Конго. Кроме того, число миротворцев, подвергающихся опасности, резко увеличилось и продолжает расти. Сегодня в 18 операциях, управляемых Департаментом операций по поддержанию мира, служат более 72 000 военнослужащих и 15 000 гражданских лиц, и, таким образом, Организация Объединенных Наций является крупнейшей в мире многосторонней организацией, решающей задачи постконфликтной стабилизации. 
В знак уважения к памяти погибшим миротворцам Генеральный секретарь ООН учредил специальную награду для посмертного награждения - Медаль Дага Хаммаршельда (Даг Хаммаршельд - погибший Генеральный секретарь ООН).

## Ежегодные темы Дня миротворцев
- 2021 год - «Путь к прочному миру: использование потенциала молодежи для мира и безопасности»
- 2020 год - «Женщины в операциях по поддержанию мира: ключ к миру»
- 2019 год - «Защита гражданского населения — защита мира»
- 2018 год - «70 лет на службе мира»
- 2017 год - «Инвестировать в мир во всем мире»
- 2016 год - «Чествуем наших героев»
- 2015 год - «70-летие Организации Объединенных Наций и миротворчество ООН: прошлое, настоящее и будущее».
- 2014 год - «Сила будущего» — модернизация миротворческой деятельности и использование новых технологий.
- 2013 год - «Адаптация к новым вызовам» — изучение стремительно меняющихся потребностей в сфере международного мира и безопасности.
- 2012 год - «Глобальное партнерство» — акцент на разнообразии форм партнерских отношений на каждом этапе нашей работы.
- 2011 год - «Закон. Порядок. Мир» — акцент на миротворческой деятельности и роли правовых институтов.
- 2010 год - «Гаити выстоит» (Ayiti Kanpe) — день был посвящён памяти 102 сотрудников ООН, включая 97 миротворцев, погибших во время землетрясения в Гаити.
- 2009 год - «Женщины-миротворцы: расширение прав и возможностей»
- 2008 год - «60-я годовщина операций ООН по поддержанию мира».
- 2007 год - «Мужество ради мира».

## Национальные дни миротворцев

### Украина
Верховная Рада 21 мая 2013 приняла постановление № 292-VII "Об установлении Дня украинских миротворцев". Постановлением определено 15 июля Днем украинских миротворцев с последующим празднованием его на государственном уровне с целью сохранности памяти миротворцев, погибших во время выполнения обязанностей в составе миротворческого контингента и миротворческого персонала.